# Senegal
 Denne artikel omhandler landet Senegal. Opslagsordet har også en anden betydning, se Senegal (flod).
Senegal (fransk: Sénégal) er et land i Vestafrika. Grænselandene er Mauritania, Mali, Guinea, Guinea-Bissau, og Gambia.
Senegal i føderation med Mali blev selvstændigt fra Frankrig 4. april 1960. Mali-Føderationen opløstes den 20. august samme år, hvor Senegal blev en helt selvstændig stat. I 1982 dannede Senegal og Gambia konføderationen Senegambia, men integrationen af landene blev aldrig gennemført, og unionen opløstes 1989.
Senegal har en lang tradition for at deltage i internationalt fredsarbejde.

## Historie
Selvom man i Senegal under præsident Léopold Sédar Senghor indførte en form for afrikansk socialisme efter uafhængigheden, bevarede man de stærke bånd til den tidligere kolonimagt Frankrig. Således modtog man fortsat en del udviklingsbistand fra Frankrig, og mange franskmænd var fortsat placerede i den senegalesiske administration efter uafhængigheden. Senegal tillod også tilstedeværelse af fransk militær, og man bevarede det monetære samarbejde med møntenheden CFA franc.
I modsætning mange andre socialistiske afrikanske stater var Senegal meget lempelig overfor franske industrielle investeringer. Således var beskatningen minimal, og virksomhederne kunne frit føre overskud ud af landet. Det eneste område af betydning, der blev nationaliseret, var handel med jordnødder.
I 1963 blev Senegal for alle praktiske formål en etpartistat, da de øvrige partier enten blev opslugt af det ledende parti UPS (Union Progressiste Sénégalaise) eller undertrykt.
I slutningen af 1960'erne var der flere oprør mod regeringen blandt studenterne, senegalesiske forretningsfolk og bønderne. Det førte til ændringer i administrationen, hvor flere uddannede senegalesere fik plads i stedet for franskmænd. Der blev bedre lånemuligheder for senegalesiske forretningsfolk. Landbrugskooperativerne fik afskrevet deres gæld, men bønderne fik fortsat kun en lav pris for deres varer.
I 1974 blev der genindført flerpartistyre i første omgang med to partier og fra 1976 fire partier. UPS skiftede navn til PS (Parti Socialiste), som skulle repræsentere en form for demokratisk socialisme. Senghor trådte frivilligt tilbage som præsident i 1980 og overlod magten til Abdou Diouf. Under Diouf blev alle oppositionspartier tilladt, og Diouf vandt overbevisende ved præsidentvalget i 1983.

## Politik
Præsidenter:
Léopold Sédar Senghor (1960–1980), Abdou Diouf (1981–2000), Abdoulaye Wade (2000–2012), Macky Sall (2012–2024), Bassirou Diomaye Faye (2024– ). Præsidentvalg afholdes hvert 5. år.
Der er tokammersystem i parlamentet med 150 folkevalgte medlemmer i Nationalforsamlingen og 100 medlemmer i Senatet, hvoraf 35 er folkevalgte og 65 er udpeget af præsidenten.
Senegal er ifølge The Economists demokratiindeks et af Afrikas mest demokratiske lande. Derudover er landets korruptions problemer omtrent så store som Ungarns, ifølge Transparency International.

## Geografi
Byer i Senegal
- Bignona - Dakar - Diourbel - Kaolack - Kédougou - Kolda - Matam
- Podor - Richard Toll - Saint-Louis - Tambacounda - Thiès - Ziguinchor

Sø i Senegal
- Retba

## Demografi
- Befolkning: wolof 43,3 %, pulaar 23,8 %, serer 14,7 %, jola 3,7 %, mandinka 3 %, soninke 1,1 % [6]
- Befolkningens medianalder: 18,5 år (2015)[6]
- Spædbørnsdødelighed: 5,15 % (2015)[6]
- Samlet fertilitet: 4,44 børn per kvinde (2015)[6]
- Befolkningens gennemsnitlige livslængde ved fødslen: 61,32 år (2015)[6]
  - Mænds gennemsnitlige livslængde ved fødslen: 59,29 år (2015)[6]
  - Kvinders gennemsnitlige livslængde ved fødslen: 63,42 år (2015)[6]
- Religion: muslimer 94 %, kristne 5 %, indenlandske religioner 1 %[kilde mangler]
- Sprog: fransk, wolof, pulaar, jola, mandinka
- Analfabetisme: 2015 var omkring 42,3 % af den voksne befolkningen analfabeter.[6]
- Narkotika: Senegal er transitland for heroin fra Asien til Europa og Nordamerika. Cannabis dyrkes illegalt.[kilde mangler]

## Kultur

### Film
Sembène Ousmane har lavet flere systemkritiske film bl.a. filmen Xala, der skildrer nykolonialismen efter uafhængigheden, hvor Frankrig stadig hentede enorme summer ud af landet.

### Musik
Akon er en senegalesisk/amerikansk Grammy-nomineret hiphop/R&B-sanger, sangskriver og pladeproducer.
Youssou N'Dour er en senegalesisk sanger og komponist. Han er internationalt kendt for sangen 7 Seconds, som han indspillede sammen med den svenske sangerinde Neneh Cherry.